# دکترای پزشکی
دکترای پزشکی (به انگلیسی: Doctor of Medicine، به اختصار MD) که از عبارت لاتین Medicinæ Doctor به معنی آموزگار پزشکی گرفته شده‌است، یک درجهٔ دانشگاهی دکتری برای پزشکان است.